# Панасовка (Житомирская область)
Пана́совка (укр. Панасівка) — село на Украине, основано в 1814 году, находится в Любарском районе Житомирской области.
Код КОАТУУ — 1823185401. Население по переписи 2001 года составляет 357 человек. Почтовый индекс — 13140. Телефонный код — 4147. Занимает площадь 1,409 км². Орган местного самоуправления — Панасовский сельсовет.
Село состоит из двух улиц. Рядом находятся хутор Сирожкин и село Коваленки.

## Адрес местного совета
13140, Житомирская область, Любарский р-н, с.Панасовка, ул.Школьная, 2, тел. 9-76-31

## Известные люди
В селе преподавал украинский художник Петрик Андрей Иванович.